# Pardamean (Sorkam)
Pardamean is een bestuurslaag in het regentschap Tapanuli Tengah van de provincie Noord-Sumatra, Indonesië. Pardamean telt 617 inwoners (volkstelling 2010).